# Monumento a Garibaldi (Pisa)
Il monumento a Garibaldi è una statua in bronzo di Pisa, situata nell'omonima piazza, tra il Casino dei Nobili e il ponte di Mezzo.

## Storia e descrizione
La statua bronzea di Giuseppe Garibaldi, realizzata presso la fonderia Crescenzi di Roma dallo scultore Ettore Ferrari, fu inaugurata il 26 giugno 1892.
La figura del Generale è modellata a grandezza naturale, in uno stile antieroico, ma è comunque pervasa di carattere nobile e fiero.
Sul basamento sono riprodotti tre episodi della vita dell'«eroe dei due mondi»: O Roma o morte; Aspromonte, dove fu ferito; Pisa, dove fu accolto e curato.
La facciata anteriore del piedistallo riporta l'epigrafe: "Pisa a Garibaldi MDCCCXCII".